# Latin Trade
Latin Trade ist eine monatlich erscheinende Zeitschrift mit Fokus auf die Wirtschaft in Lateinamerika und in der Karibik. Verlagssitz ist in Coral Gables, Florida, Vereinigte Staaten.
Ähnlich wie Forbes Magazine und Fortune in der Berichterstattung, erscheint die 1993 gegründete Zeitschrift in einer Auflage von 40.000 Exemplaren (2016) zweimonatlich in den Sprachen spanisch, portugiesisch und englisch. Etwa 90 Prozent der Exemplare werden in Lateinamerika verkauft. Seit 2002 erhielt die Zeitschrift 26 Redaktions- und Designauszeichnungen, einschließlich der Auszeichnungen von der Association of Business Publication Editors (ASBPE).
Seit 2004 veröffentlicht der Herausgeber von Latin Trade, die LT Group, die Zeitschrift LT Elite – nur in Spanisch und Portugiesisch – mit dem Fokus auf persönliche Finanz-, Reise- und Lifestyle-Themen für sehr vermögende Einzelpersonen.
Die LT Group organisiert auch hochkarätige Diskussionsrunden mit leitenden Angestellten in Miami, São Paulo, Mexiko-Stadt und Buenos Aires und ist Gastgeber der LT Bravo Business Awards, einer der renommiertesten Veranstaltungen auf dem amerikanischen Kontinent. Seit 2006 vergibt die Zeitschrift die LT Bravo Awards, um die politischen, wirtschaftlichen und sozialen Führer für ihre Beiträge zur Entwicklung in Lateinamerika und der Karibik zu ehren.
Latin Trade ist für eine Reihe von Ranglisten bekannt, die das Blatt jährlich veröffentlicht: „Beste Fluggesellschaften in Lateinamerika“, „Beliebteste Arbeitgeber in Lateinamerika“ oder „Die 500 größten Unternehmen in Lateinamerika“.